# Ma trận bổ sung
Trong đại số tuyến tính, một ma trận bổ sung (augmented matrix) hay ma trận mở rộng là một ma trận được lập bằng cách nối chắp các cột của hai ma trận cho trước, thường nhằm mục đích để tiến hành đồng thời các phép biến đổi hàng sơ cấp trên từng ma trận đã cho.
Cho hai ma trận A và B, trong đó{\displaystyle A={\begin{bmatrix}1&3&2\\2&0&1\\5&2&2\end{bmatrix}},\quad B={\begin{bmatrix}4\\3\\1\end{bmatrix}},}ta có ma trận bổ sung (A|B) được viết là{\displaystyle (A|B)=\left[{\begin{array}{ccc|c}1&3&2&4\\2&0&1&3\\5&2&2&1\end{array}}\right].}Điều này rất hữu ích khi giải các hệ phương trình tuyến tính.
Đối với một số cho trước các ẩn, số nghiệm của một hệ phương trình tuyến tính chỉ phụ thuộc vào hạng của ma trận biểu diễn các hệ số của hệ và hạng của ma trận bổ sung tương ứng. Cụ thể hơn, theo định lý Rouché–Capelli, một hệ phương trình tuyến tính bất kỳ là không nhất quán hay vô nghiệm nếu hạng của ma trận bổ sung lớn hơn hạng của ma trận hệ số; tuy nhiên nếu hạng của hai ma trận trên là bằng nhau thì hệ phải có ít nhất một nghiệm. Nghiệm là duy nhất khi và chỉ khi hạng bằng số ẩn; nếu không thì nghiệm tổng quát của hệ có k tham số tự do trong đó k là hiệu số giữa số ẩn và hạng, do đó trong trường hợp này hệ có vô số nghiệm.
Một ma trận bổ sung cũng có thể được sử dụng để tìm nghịch đảo của một ma trận bằng cách gắn nó với ma trận đơn vị.

## Tìm nghịch đảo của một ma trận
Cho C là một ma trận vuông 2×2{\displaystyle C={\begin{bmatrix}1&3\\-5&0\end{bmatrix}}.}Để tìm nghịch đảo của C ta lập ma trận (C|I) trong đó I là ma trận đơn vị 2×2. Sau đó ta tiến hành đơn giản hóa phần tương ứng với C về ma trận đơn vị, chỉ bằng các phép biến đổi hàng sơ cấp trên (C|I):{\displaystyle (C|I)=\left[{\begin{array}{cc|cc}1&3&1&0\\-5&0&0&1\end{array}}\right]} {\displaystyle (I|C^{-1})=\left[{\begin{array}{cc|cc}1&0&0&-{\frac {1}{5}}\\0&1&{\frac {1}{3}}&{\frac {1}{15}}\end{array}}\right],}ta được phần bên phải chính là nghịch đảo của ma trận đã cho.

## Sự tồn tại của nghiệm và số nghiệm
Xét một hệ phương trình tuyến tính:{\displaystyle {\begin{aligned}x+y+2z&=2\\x+y+z&=3\\2x+2y+2z&=6.\end{aligned}}}Ma trận hệ số là{\displaystyle A={\begin{bmatrix}1&1&2\\1&1&1\\2&2&2\\\end{bmatrix}},}và ma trận bổ sung là{\displaystyle (A|B)=\left[{\begin{array}{ccc|c}1&1&2&2\\1&1&1&3\\2&2&2&6\end{array}}\right].}Bởi hai ma trận trên đều có hạng bằng nhau và bằng 2 nên tồn tại ít nhất một nghiệm; và do hạng của chúng ít hơn số ẩn bằng 3 nên hệ sẽ có vô số nghiệm.
Ngược lại, xét hệ sau{\displaystyle {\begin{aligned}x+y+2z&=3\\x+y+z&=1\\2x+2y+2z&=5.\end{aligned}}}Ma trận hệ số là{\displaystyle A={\begin{bmatrix}1&1&2\\1&1&1\\2&2&2\\\end{bmatrix}},}và ma trận bổ sung là{\displaystyle (A|B)=\left[{\begin{array}{ccc|c}1&1&2&3\\1&1&1&1\\2&2&2&5\end{array}}\right].}Trong ví dụ này ma trận hệ số có hạng bằng 2 trong khi ma trận bổ sung có hạng bằng 3; do đó hệ phương trình tuyến tính là vô nghiệm. Thật vậy, số hàng độc lập tuyến tính tăng đã làm hệ phương trình này không nhất quán.

## Nghiệm của một hệ phuơng trình tuyến tính
Ma trận bổ sung được sử dụng trong đại số tuyến tính để biểu diễn các hệ số và vectơ nghiệm của từng tập phương trình. Đối với tập phương trình{\displaystyle {\begin{aligned}x+2y+3z&=0\\3x+4y+7z&=2\\6x+5y+9z&=11\end{aligned}}}từ các số hạng hệ số và hằng số ta có hai ma trận{\displaystyle A={\begin{bmatrix}1&2&3\\3&4&7\\6&5&9\end{bmatrix}},\quad B={\begin{bmatrix}0\\2\\11\end{bmatrix}},}và do đó ma trận bổ sung là{\displaystyle (A|B)=\left[{\begin{array}{ccc|c}1&2&3&0\\3&4&7&2\\6&5&9&11\end{array}}\right].}
Chú ý rằng hạng của ma trận hệ số bằng 3 và bằng hạng của ma trận bổ sung, do đó có ít nhất một nghiệm tồn tại; và do hạng đó cũng bằng số ẩn, hệ chỉ có đúng một nghiệm.
Để thu được nghiệm này, ta có thể tiến hành các phép biến đổi hàng trên ma trận bổ sung cho đến khi phần bên trái trở thành ma trận đơn vị, ta được{\displaystyle \left[{\begin{array}{ccc|r}1&0&0&4\\0&1&0&1\\0&0&1&-2\\\end{array}}\right],}do đó nghiệm của hệ là (x, y, z) = (4, 1, −2).